# 리처드 퀘스트

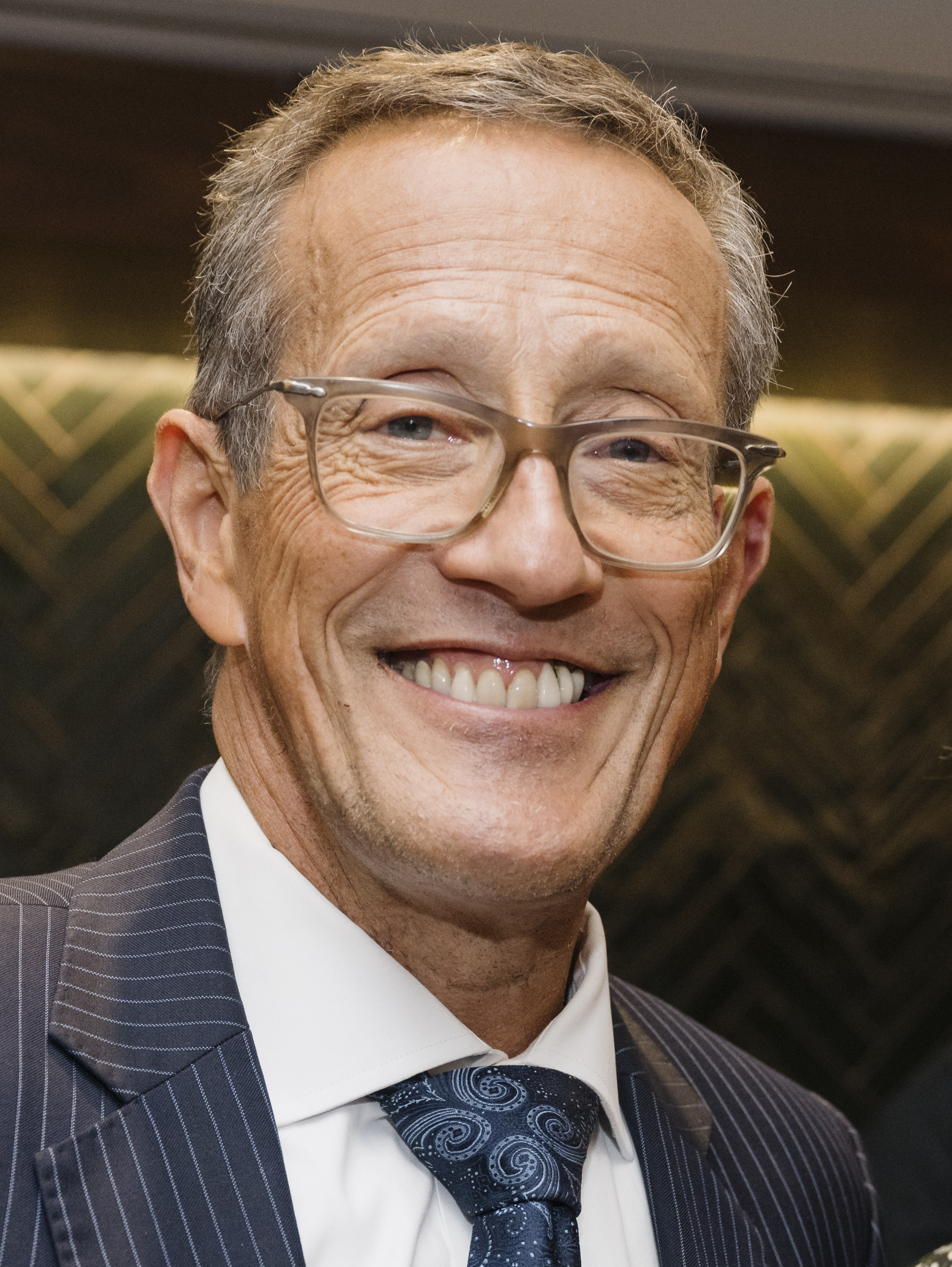

리처드 오스틴 퀘스트(Richard Austin Quest, 1962년 3월 9일 리버풀-)는 영국의 언론인으로 CNN 인터내셔널 앵커이자 CNN 비즈니스의 선임 기자다. Quest Means Business, Business Traveller같은 프로그램들을 진행하고 있다.